# گاومیشک میندورو
گاومیشک میندورو (نام علمی: Bubalus mindorensis) نام یک گونه از زیرخانواده گاویان است.